# Teresa Palacio Giral
Teresa Palacio Giral (Aguilar, Boltaña, Huesca, 27 d'octubre de 1958) és una atleta aragonesa, resident a Catalunya, especialista en Marxa Atlética, especialitat  diantre de l’Atletisme.
Resident des de petita a Barcelona, fou una de les pioneres de la marxa atlètica a Catalunya, disciplina a la qual es reconvertí després d'haver començat a competir com a fondista en proves de 1.500 metres i 3.000 metres. Es va proclamar campiona d'Espanya de marxa atlètica als 5 i als 10 quilòmetres. Tot i ser en aquella època un esport minoritari, va impulsar de manera decisiva aquesta especialitat. Fou la primera campiona d'Espanya tant en pista el 1981, com en ruta el 1982, i la vencedora del segon Campionat de Catalunya de marxa de la història, el 1980. Desenvolupà tota la seva carrera, fins als quaranta anys, al Futbol Club Barcelona. Acumulà nou títols de campiona d’Espanya. Ruta: 1980 Prat de Llobregat, 1981 Madrid, 1982 Zaragoza, 1983 Valencia. Pista al Aire Lliure: 1981 Barcelona, 1982 Santiago de Compostela. Pista Cubierta: 1987 San Sebastian, 1990 San Sebastian, 1993 San Sebastian. Participà en sis edicions de la Copa del Món entre el 1981 i el 1995, en un Campionat del Món (1987) i d’Europa (1990) a l'aire lliure, i en dos europeus en pista coberta el 1987 i el 1990. Fou recordista catalana i espanyola de totes les distàncies entre els 3.000 metres i els 20 quilòmetres. També va aconseguir el Campionat d’Europa a Valladolid amb rècord del Món de veterans de més de 35 anys en 20 km marxa.

## Reconeixements
L'any 2016 l'Associació de la Premsa Esportiva d'Osca (APDH), organitzadora de la XVI Gala de l'Esport Provincial, i l'Ajuntament de Boltaña, com a patrocinador principal, atorgaren a Teresa Palacio Giral el "Premi a la Llegenda Esportiva 2015", reconeixent així l'impressionant historial esportiu d'aquesta atleta, rècord del món de marxa atlètica a les distàncies de 3, 5, 10 i 20 km., medalla de plata als Campionats del Món del 87, i primera al Campionat d'Europa de Veterans celebrats a Valladolid el 1995.